# Флорентинска Платонова академия
Флорентинска Платонова академия (или само Флорентинска академия) е философски и литературен кръг, съществувал през XV в. във Флоренция. Началото му е дадено през 1462 г. от Козимо де Медичи, който заръчва на Марсилио Фичино да възобнови Платоновата академия и неоплатоническата школа. Идеята за такъв философски кръг е от 1439 г., по време на Фераро-флорентинския събор, когато Козимо де Медичи се запознава с византийския философ и неоплатоник Гемист Плитон.
Флорентинската академия включвала, освен Марсилио Фичино, и хуманистите Джовани Пико дела Мирандола, Лоренцо де Медичи, Анджело Полициано, Кристофоро Ландино, Джовани Кавалканти и др. Връзка с Академията имат и Сандро Ботичели, Леонардо да Винчи и Микеланджело. След смъртта на Лоренцо де Медичи през 1492 г. и на Марсилио Фичино през 1499 г. Флорентинската академия се разпада.